# Shanghai Airlines

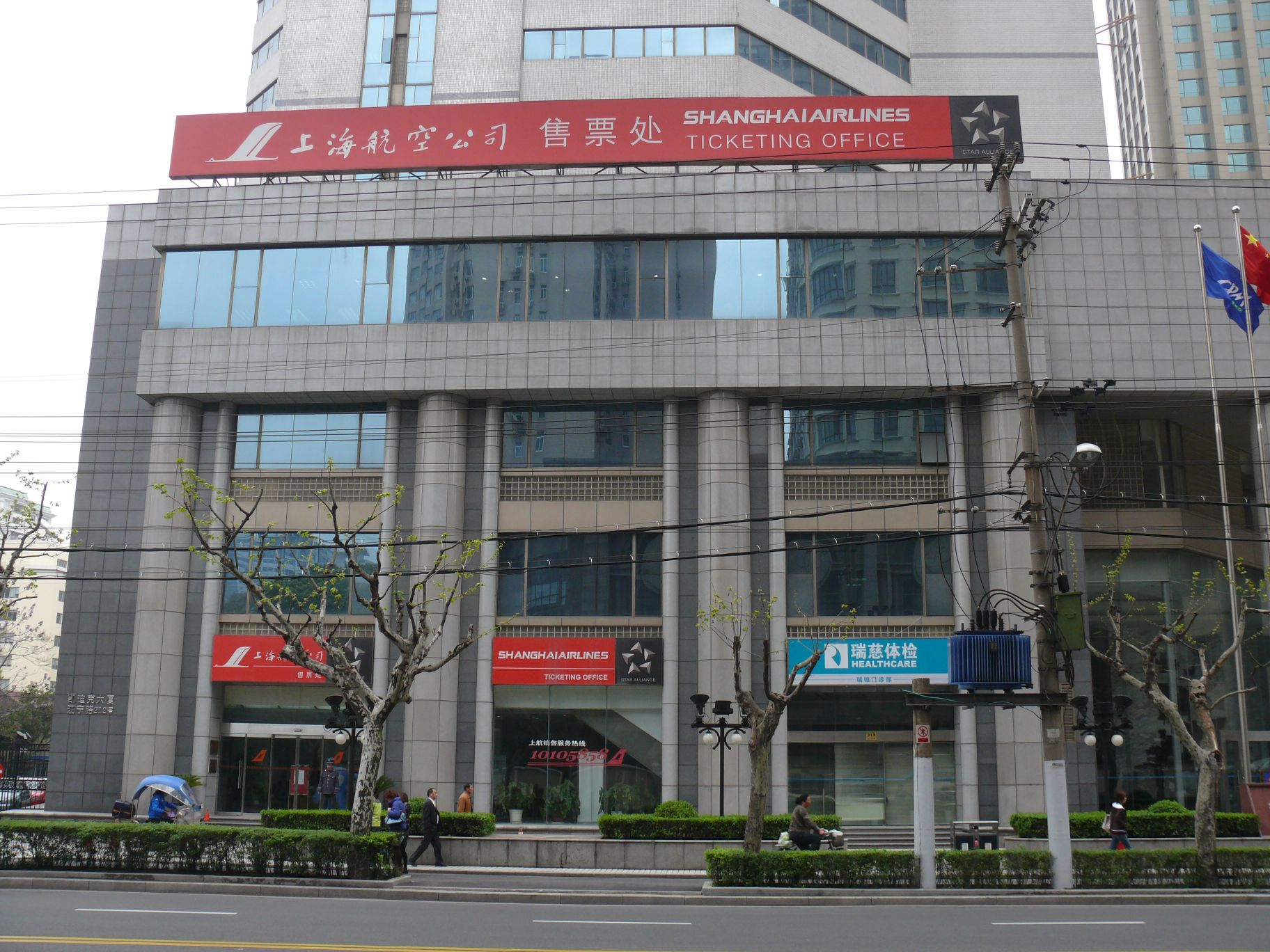
Shanghai Airlines headquarters

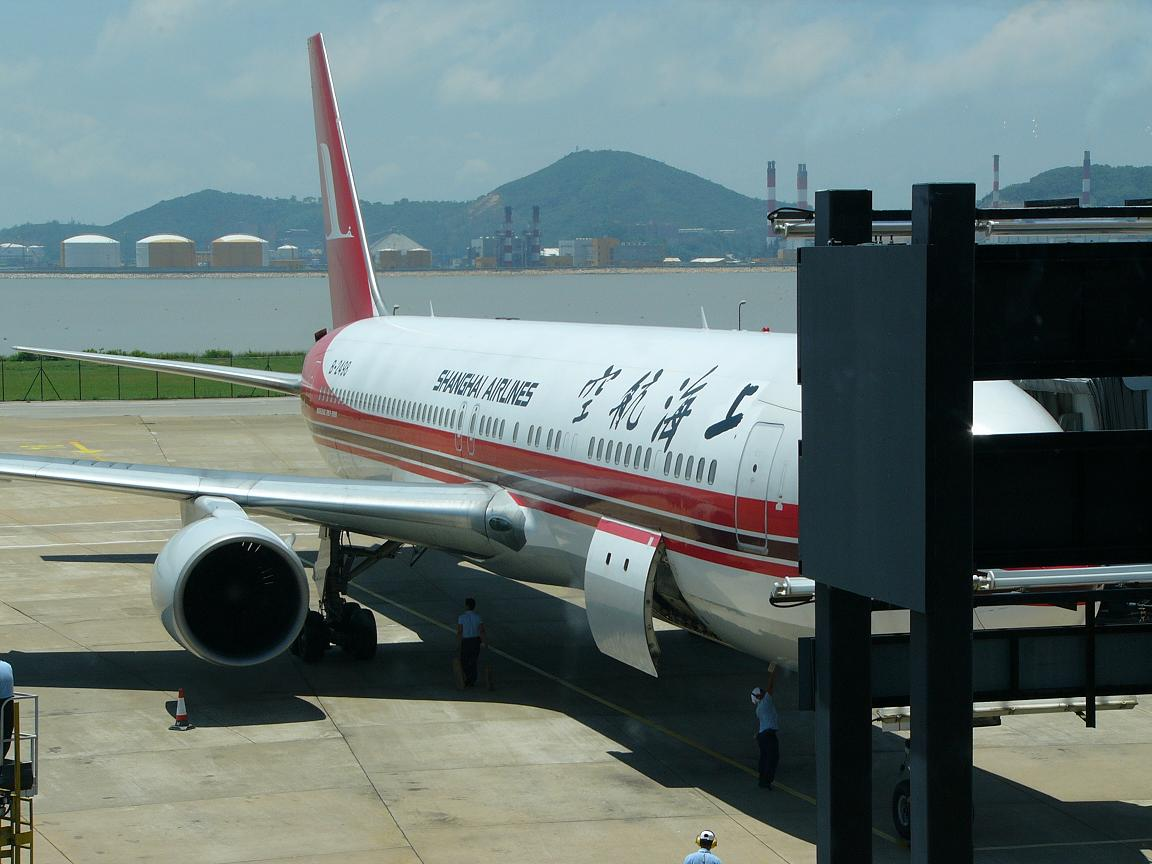
Boeing 767-300 tại Ma Cao

Công ty Hàng không Thượng Hải (tên giao dịch quốc tế: Shanghai Airlines, tên tiếng Trung: 上海航空公司, SSE: 600591) là một hãng hàng không có trụ sở tại Thượng Hải, Trung Quốc. Hãng này hoạt động nội địa và quốc tế. Trung tâm tại sân bay quốc tế Phố Đông Thượng Hải và sân bay quốc tế Hồng Kiều Thượng Hải. Hàng không Thượng Hải hiện tại đang được chính phủ Trung Quốc xem xét cho hợp nhất với China Eastern Airlines.
Hãng đang là công ty con của China Eastern Airlines

## Đội tàu bay
Đội tàu bay của hàng không Thượng Hải (tháng 8/2006) :
- 5 Boeing 737-700
- 16 Boeing 737-800 (cộng 4 đang đặt hàng)
- 12 Boeing 757-200
- 1 Boeing 757-200PCF
- 4 Boeing 767-300
- 1 Boeing 767-300ER (cộng 2 đặt hàng)
- 5 Bombardier CRJ-200LR
- 1 McDonnell Douglas MD-11F
- Đặt hàng: 9 Boeing 787-8
- Đặt hàng: 5 ARJ21[4]
- Từ sân bay Hồng Kiều, Shanghai Airlines khai thác 50 điểm nội địa Trung Quốc

## Tới Việt Nam
- Ngày 8/8/2002 khai thác trực tuyến Sài Gòn - Thượng Hải với tần suất 2 chuyến/tuần.
- Ngày 27/03/2005 tăng tần suất lên 5 chuyến/tuần
- Ngày 25/03/2007 tăng tần suất lên 7 chuyến/tuần